# Ivana Dulić-Marković
Ivana Dulić-Marković (serbe en écriture cyrillique : Ивана Дулић-Марковић), née le 13 juin 1961 à Zagreb, est une femme politique serbe.

## Biographie

### Carrière
Ivana Dulić-Marković obtient son doctorat en biotechnologie à l'Université de Belgrade en 1999, et devient assistante d'enseignement à la faculté de biologie. 
Elle occupe le poste de ministre de l'agriculture, des forêts et de la gestion de l'eau de 2004 à 2006. En juin 2006, elle est nommée vice-Premier ministre du gouvernement serbe en remplacement de Miroljub Labus.
Elle est membre du parti G17 Plus. 
En dehors de sa carrière gouvernementale, elle est professeur à la faculté d'agriculture de l'Université de Banja Luka.

### Vie personnelle
Elle a deux enfants avec son défunt mari. Elle est d'origine croate.